# Michael Woods (Radsportler)

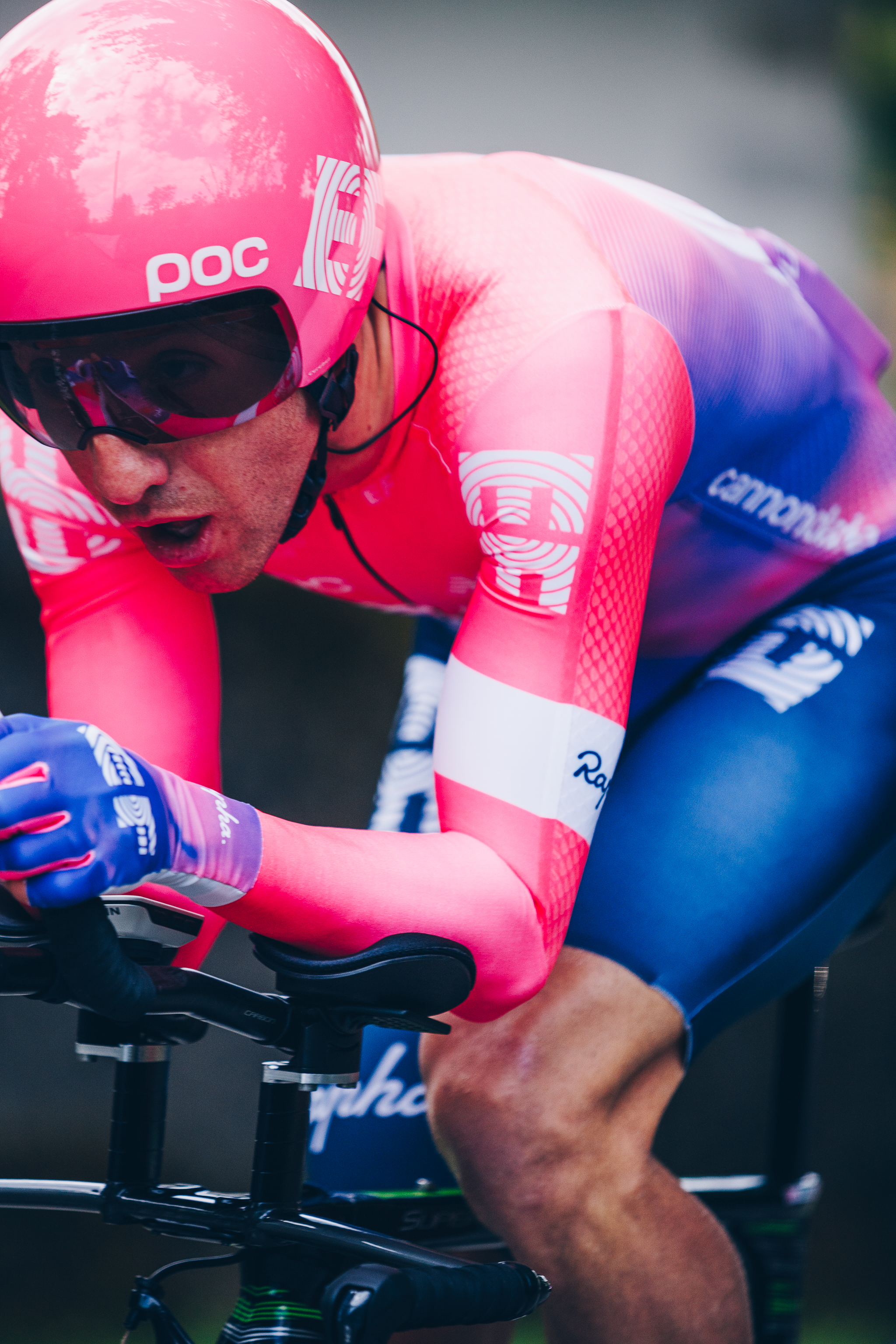
Michael Woods auf der 5. Etappe der Tour de Romandie 2019 in Genf

Michael „Mike“ Woods (* 12. Oktober 1986 in Ottawa) ist ein kanadischer Radrennfahrer.

## Werdegang
Woods widmete sich zunächst dem Mittelstreckenlauf, musste diese Sportart aber nach einer Stressfraktur des linken Fußes und zwei Operationen aufgeben. Im Alter von 24 Jahren kaufte ihm sein Vater, dessen Rad er zuvor ausgeliehen hatte, ein Rennrad zum Preis von ca. 1.000 Dollar.
Woods fuhr von 2013 bis zum Ende der Saison 2015 bei kleineren Radsportteams. Im Jahr 2015 gewann er mit dem Eintagesrennen Clássica Internacional Loulé Capital Europeia do Desporto und dem fünften Tagesabschnitt der Tour of Utah seine ersten Rennen des internationalen Kalenders. Bei der Utah-Rundfahrt, einem Etappenrennen der hors categorie, wurde er außerdem Zweiter der Gesamtwertung.
Hierauf erhielt Woods ab der Saison 2016 einen Vertrag beim UCI WorldTeam Cannondale Pro Cycling und wurde in seinem ersten Jahr dort Fünfter der Gesamtwertung des UCI-WorldTour-Wettbewerbs Tour Down Under und Zweiter bei Milano-Torino. Er startete im Straßenrennen der Olympischen Spiele in Rio de Janeiro und wurde 55. Nachdem er im Frühjahr 2017 beim Klassiker Lüttich–Bastogne–Lüttich den neunten Platz belegt hatte, bestritt er mit dem Giro d’Italia seine erste Grand Tour, die er als 38. der Gesamtwertung beendete. Bei seiner zweiten Grand Tour, der Vuelta a España 2017, wurde er Gesamtsiebter.
Im Jahr 2018 wurde Woods Zweiter bei Lüttich–Bastogne–Lüttich 37 Sekunden hinter dem Ausreißer Bob Jungels, nachdem er 2,8 Kilometer vor dem Ziel sich mit Romain Bardet aus dem Verfolgerfeld absetzte, den er im Zielsprint schlug. Im Herbst des Jahres gelang Woods bei der Vuelta a España mit dem Sieg auf der schweren Bergankunft der 17. Etappe sein bis dahin größter Karriereerfolg. Wenig später wurde der Woods bei den Weltmeisterschaften in Innsbruck im Straßenrennen im Sprint einer vierköpfigen Spitzengruppe, die sich am letzten Anstieg gebildet hatte, Dritter hinter Alejandro Valverde und Romain Bardet.
Nachdem Woods 2019 mit Mailand-Turin sein erstes bedeutende Eintagesrennen gewonnen hatte, war er 2020 bei einer Etappe des WorldTour-Rennens Tirreno–Adriatico erfolgreich, das er als Gesamtachter abschloss. Zum Saisonende gewann er die bergige 7. Etappe der Vuelta a España, indem er sich auf dem Zielkilometer aus einer Spitzengruppe absetzen konnte.
Zur Saison 2021 wechselte Woods zu Israel Start-Up Nation. Er sollte dort Chris Froome als Edelhelfer unterstützen. Den ersten Erfolg für sein neues Team erzielte er mit einem Etappenerfolg bei der Tour des Alpes-Maritimes et du Var, es folgte mit der vierten Etappe der Tour de Romandie 2021 ein weiterer Sieg auf der UCI WorldTour. In die Saison 2022 startete er mit einem Sieg auf der zweiten Etappe des Gran Camiño, weitere Erfolge gelangen ihm 2022 nicht. Erst in der Saison 2023 fügte er mit dem Gewinn der neunten Etappe der Tour de France auf dem Puy de Dôme einen weiteren wichtigen Erfolg seinem Palmarès hinzu. Im Jahr 2024 wurde Woods erstmals kanadischer Meister im Straßenrennen und vertrat Kanada im olympischen Straßenrennen. Bei der Vuelta a España gewann er die 13. Etappe auf dem Puerto de Ancares aus einer Ausreißergruppe.

## Ehrungen
2023 wurde Michael Woods mit dem „True Sport Award“ der „Canadian Sports Awards“ ausgezeichnet.

## Erfolge
2015
- Clássica Internacional Loulé Capital Europeia do Desporto
- eine Etappe Tour of Utah

2018
- eine Etappe Vuelta a España
- Weltmeisterschaften – Straßenrennen

2019
- eine Etappe Herald Sun Tour
- Mailand–Turin

2020
- eine Etappe Tirreno–Adriatico
- eine Etappe Vuelta a España

2021
- eine Etappe Tour des Alpes-Maritimes et du Var
- eine Etappe Tour de Romandie
- Bergwertung Tour de Suisse

2022
- eine Etappe Gran Camiño

2023
- Gesamtwertung und eine Etappe Route d’Occitanie
- eine Etappe Tour de France

2024
- Kanadischer Meister – Straßenrennen
- eine Etappe Vuelta a España

## Wichtige Platzierungen
| Grand Tour            | 2014 | 2015 | 2016 | 2017 | 2018 | 2019 | 2020 | 2021 | 2022 | 2023 | 2024 | 2025 |
| --------------------- | ---- | ---- | ---- | ---- | ---- | ---- | ---- | ---- | ---- | ---- | ---- | ---- |
| Giro d’ItaliaGiro     | –    | –    | –    | 38   | 19   | –    | –    | –    | –    | –    | DNF  | –    |
| Tour de FranceTour    | –    | –    | –    | –    | –    | 32   | –    | DNF  | DNF  | 48   | –    | 52   |
| Vuelta a EspañaVuelta | –    | –    | –    | 7    | 34   | –    | 34   | –    | DNF  | –    | DNF  |      |

| Weltmeisterschaft   | 2014 | 2015 | 2016 | 2017 | 2018 | 2019 | 2020 | 2021 | 2022 | 2023 | 2024 |
| ------------------- | ---- | ---- | ---- | ---- | ---- | ---- | ---- | ---- | ---- | ---- | ---- |
| StraßenrennenStraße | DNF  | 94   | –    | –    | 3    | DNF  | –    | –    | –    | –    | 54   |

| Monument                 | 2014 | 2015 | 2016 | 2017 | 2018 | 2019 | 2020 | 2021 | 2022 | 2023 | 2024 |
| ------------------------ | ---- | ---- | ---- | ---- | ---- | ---- | ---- | ---- | ---- | ---- | ---- |
| Mailand–Sanremo          | –    | –    | –    | –    | –    | –    | 65   | –    | –    | –    | –    |
| Flandern-Rundfahrt       | –    | –    | –    | –    | –    | –    | –    | –    | –    | –    | –    |
| Paris–Roubaix            | –    | –    | –    | –    | –    | –    | –    | –    | –    | –    | –    |
| Lüttich–Bastogne–Lüttich | –    | –    | DNF  | 9    | 2    | 5    | 7    | 5    | 10   | 12   | –    |
| Lombardei-Rundfahrt      | –    | –    | 31   | –    | 13   | 5    | 29   | 9    | DNF  | 12   | DNF  |